# Gas Lipstick
Gas Lipstick, pseudonimo di Mika Kristian Karppinen (Eskilstuna, 8 febbraio 1971), è un batterista svedese, ex-membro del gruppo musicale HIM fino al 2015.

## Biografia
Nato in Svezia nel 1971 inizia fin da piccolo ad amare la musica e in particolare la batteria quando riceve per regalo di Natale un piccolo tamburo. In seguito si trasferisce in Lapponia e successivamente a Helsinki dove frequenta il Conservatorio. Qui conosce gli HIM che lo invitano ad unirsi alla band come batterista nel 1998. Ha una figlia nata il 16 gennaio 2009 dalla moglie Natali sposata il 30 agosto 2008.
Il 27 gennaio 2015 annuncia la sua uscita dal gruppo.

## Progetti paralleli

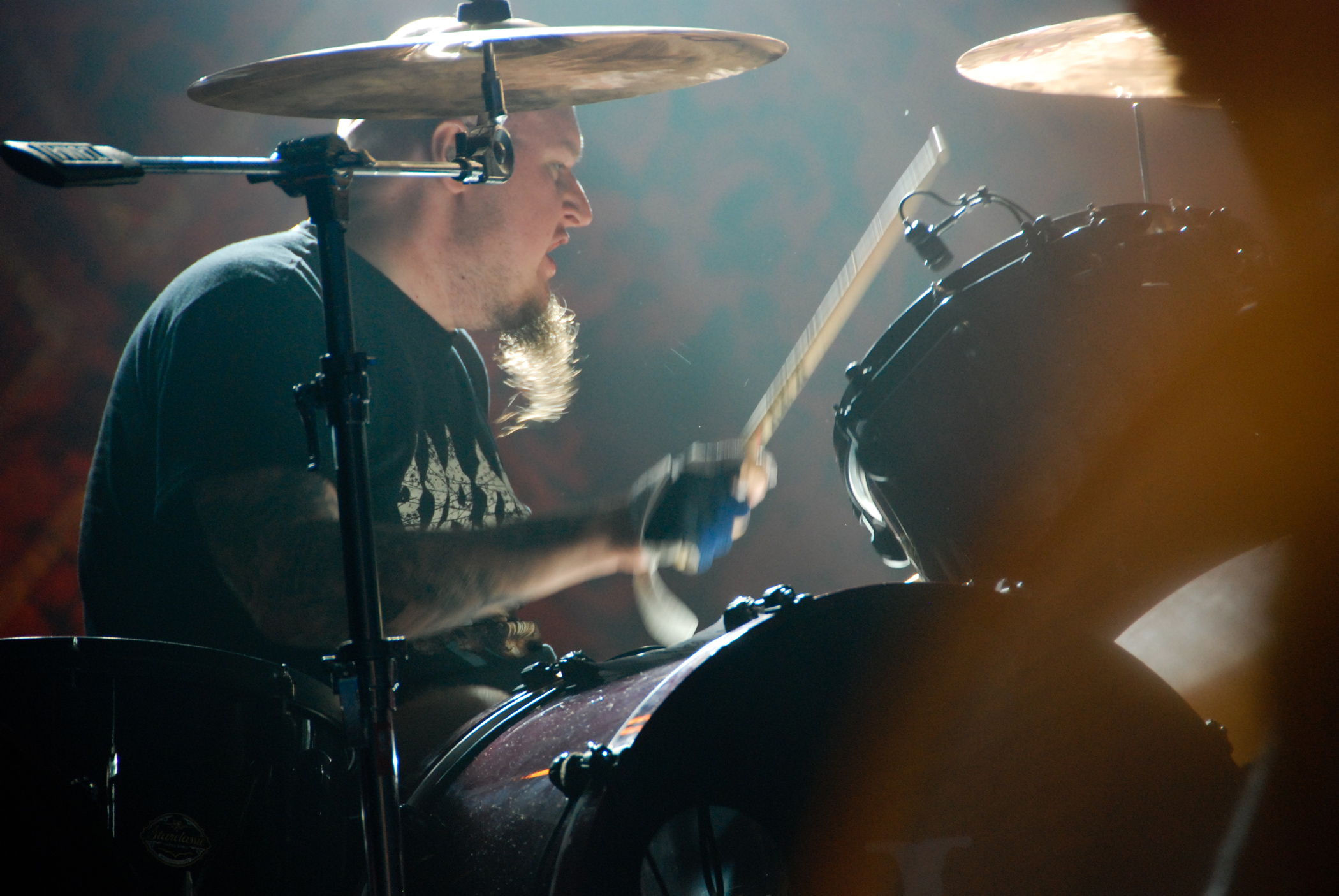
Gas Lipstick

Ha partecipato alla produzione di un DVD degli Stratovarius come batterista. Oltre a essere il batterista degli Him è anche il batterista della band Deathgrind finnica To Separate the Flesh from the Bones.
Nel 2017 è entrato nel progetto Hallatar assieme a Tomi Joutsen (voce) e Juha Raivio (chitarra elettrica, tastiere), e ha preso parte alla registrazione dell'album No stars upon the bridge.
Dopo lo scioglimento degli HIM, dal 2018 è diventato batterista dei Flat Earth assieme a Linde, già chitarrista degli HIM.